# Chansons Américaines
Chansons Américaines è il secondo LP della cantante franco-statunitense Joséphine Baker, pubblicato nel 1951.

## Tracce

### Lato A
1. C'est Si Facile De Vous Aimer (Louis Henneve, Louis Palex, Cole Porter)
2. J'ai Peur De Rever (Jean Barois, Harry Revel, Mack Gordon)
3. C'est Un Nid Charmant (Louis Henneve, Louis Palex, Richard Rogers)
4. Toc-Toc Partout (Maurice Vandair, Charlys)

### Lato B
1. Vous Faites Partie De Moi (Louis Henneve, Louis Palex, Cole Porter)
2. J'Attends Votre Retour (Jean Féline, Harry Revel, Mack Gordon)
3. Comme Une Banque (Jean Féline, Nacio Herb Brown)
4. Bonsoir My Love (Henri Lemarchand, Jacques Monteux, Harry Revel, Mack Gordon)